# Marc Haller
Marc Haller (Luxemburg, 1954) is een Luxemburgs graficus en kunstschilder.

## Leven en werk
Marc Haller studeerde beeldende kunst aan de Universiteit van Straatsburg en volgde lessen aan de Schule des Sehens in Salzburg en de zomeracademies in Nice en Luxemburg-Stad. Hij is lid van de kunstenaarsvereniging Cercle Artistique de Luxembourg, waar hij sinds 1976 deelneemt aan de salons. Hij ontving diverse prijzen voor zijn werk, waaronder de Prix Limes (1996).

## Enkele werken
- 1991 illustraties voor het boek Heimat im Gepäck van Mars Klein.

## Onderscheidingen
- 1977 2e prijs op de Salon Arts et Loisirs in Esch-sur-Alzette
- 1979 kritiekprijs en aanmoedigingsprijs op de Biennales des Jeunes in Esch-sur-Alzette
- 1987 3e prijs op de Biennales des Jeunes in Esch-sur-Alzette
- 1996 Prix Limes